# 完顏寧吉
完顏寧吉（?—?），为金朝宗室，金太祖阿骨打的儿子。母亲萧崇妃。
他有同母兄弟完顏習泥烈、完顏燕孫。天会十五年（1137年），侄子金熙宗大封宗室，封完颜寧吉为息王。
天德二年（1150年）九月辛未，侄子完顏亮杀死其母萧崇妃及其亲生子任王完顏隈喝。未知，他与任王完顏隈喝是一人，还是两人。